# 안개 도시
"안개 도시"는 한국에서 제작된 김성수 감독의 1988년 멜로/로맨스 영화이다. 이대근 등이 주연으로 출연하였고 김용덕 등이 제작에 참여하였다.

## 출연

### 주연
- 이대근
- 전세영

## 기타
- 원작자: 이상우
- 조명: 김기구
- 녹음: 김경일